# Haptosquilla ectypa
Haptosquilla ectypa is een bidsprinkhaankreeftensoort uit de familie van de Protosquillidae. De wetenschappelijke naam van de soort is voor het eerst geldig gepubliceerd in 1887 door Müller.